# Aula Abierta de Mayores
El Aula Abierta de Mayores es un proyecto dirigido a personas mayores de 55 años, sin necesidad de titulación previa, que desean ampliar su formación e intercambiar sus experiencias.

## Objetivos
Se lleva  conjuntamente entre Diputación, la Universidad Pablo de Olavide y la Consejería para la Igualdad y Bienestar Social.
Tiene como finalidad mejorar la calidad de vida de las personas mayores de nuestra comunidad y fomentar su participación como dinamizadores sociales. 
Entre sus objetivos podemos destacar:
- Facilitar el acceso de las personas mayores a una formación universitaria permanente e integral que promueva el envejecimiento activo y participativo.

- Promover las relaciones generacionales e intergeneracionales.

- Fomentar la investigación sobre y con personas mayores.

- Favorecer el acceso de las personas mayores a las actividades socioculturales.

- Trabajar sus Historias de Vida, para que no se pierda el legado de su generación.